# Neues Rathaus (Düsseldorf)

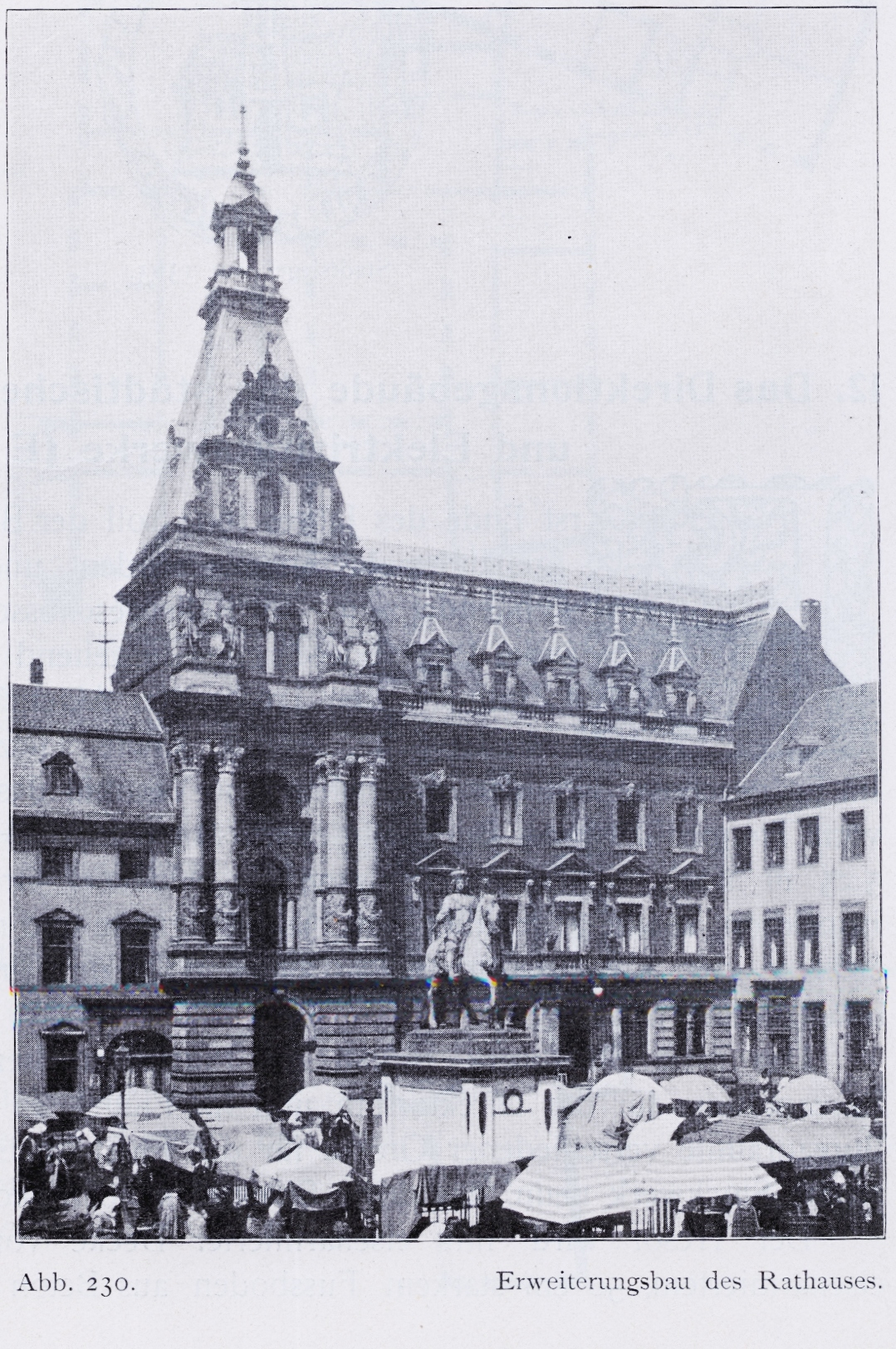
Neues Rathaus, 1904

Das  Neue Rathaus in Düsseldorf, Marktplatz 2, wurde von 1884 bis 1888 nach Entwürfen des damaligen Stadtbaumeisters Eberhard Westhofen im historistischen Stil der Neorenaissance errichtet. Westhofen schloss den Erweiterungsbau im nahezu rechten Winkel an das Alte Rathaus an. Den Mittelpunkt des Gebäudes bildeten ein stattliches Treppenhaus und ein großer Sitzungssaal mit einer prachtvollen Kassettendecke. Der repräsentative Saal war mit großformatigen Ölgemälden von den Malern Albert Baur, Friedrich Klein-Chevalier und Fritz Neuhaus geschmückt. Um diesen Saal gruppierten sich 35 Geschäftsräume. Bis 1969 erfolgte eine Entkernung und ein Umbau des im Zweiten Weltkrieg stark beschädigten Gebäudes. 

## Baugeschichte
Aufgrund statischer Probleme wurde der große und kunstvoll gestaltete Turmhelm mit Ziergiebel nach 1904 gekappt. 1911 wurde ein erster Architekturwettbewerb für eine erneute, umfangreiche Rathaus-Erweiterung durchgeführt, doch endete er ohne Erfolg. Im Zweiten Weltkrieg beschädigt, wurde der historistische Prachtbau in der Nachkriegszeit nicht rekonstruiert. Die monumentalen Wandgemälde gelten als Totalverlust. Schließlich gestaltete man in den 1960er Jahren den Bau gänzlich um, wobei das ehemalige Grupello-Haus, Marktplatz 3, in den Baukomplex einbezogen wurde. Ein Ende 1960 beschlossener dritter und letzter Architekturwettbewerb für den Neubau eines neuen, modernen Rathauses verlief ebenso ergebnislos wie zuvor.

## Architektur
Das Gebäude war ein dreigeschossiger Bau in Ziegel-Mauerwerk mit Werkstein-Gliederungen. Bemerkenswert war der monumentale Turm, der den südlichen Abschluss des Neubaus bildete und dadurch zum Eckturm wurde. Er hatte „eine, die Dimensionen sprengende, neobarocke Mächtigkeit mit den doppelten Kolossalsäulen an seiner Frontseite, dem breiten Giebel vor seinem hohen, geschieferten Helm und der oberen Laterne“.
Die Planung sah vor, das Bautenkonglomerat rund um den Marktplatz in diesen Neubau zu integrieren: „Möglicherweise war bei der Konzeption des allzu wuchtigen Turmes die Vorstellung lebendig, dem gesamten Platz eine Aufgipfelung und dem Reiterstandbild des Jan Wellem einen passenden Hintergrund zu geben“. Geplant war ein langer Bau, wobei der Monumentalturm in der Mittelachse stehen sollte, nach dem Vorbild des Hamburger Rathauses: „Vielleicht sollte der Eckturm ein Mittelturm werden, so wie das alte Rathaus einen Mittelturm hat?“ So blieb das neue Düsseldorfer Rathaus lediglich ein Torso, der bei den Bürgern Aufsehen erregte – das „neue Rathaus, wie die Leute es nannten, war mit seinem unmöglichen Turm und seiner grotesken Säulen- und Figurenarchitektur das Tollste, was die Baukunst sich in Düsseldorf geleistet hat“. Die monumentalen Figuren, zwei weibliche und zwei männliche, auf dem Dach des Gebäudes oberhalb der Säulen, hatte der Bildhauer Anton Josef Reiss gefertigt.

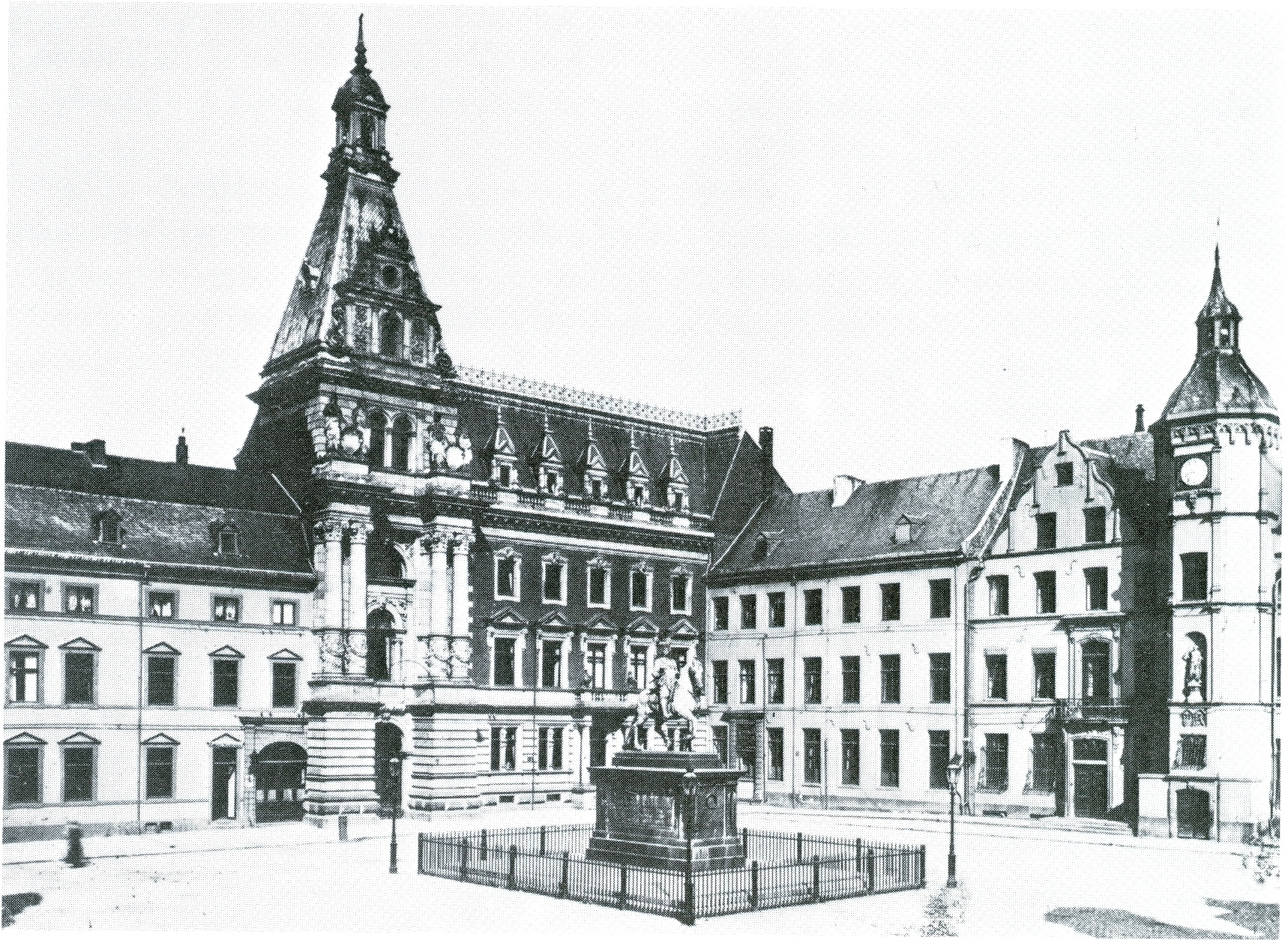
Neues Rathaus (1889)[8] links daneben das Grupello-Haus, auf dem Platz das Jan-Wellem-Reiterdenkmal
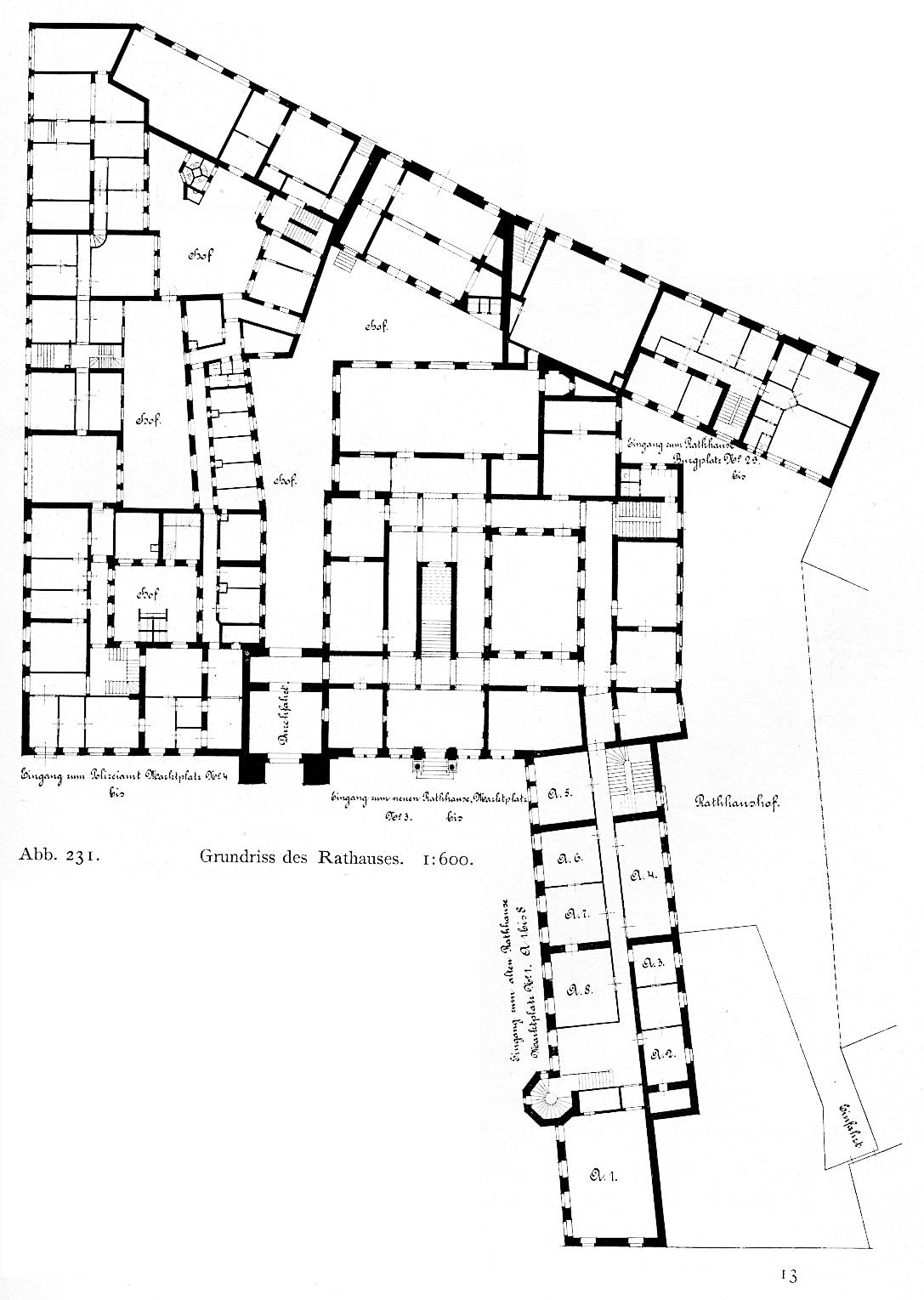
Neues Rathaus, Grundriss (1904)
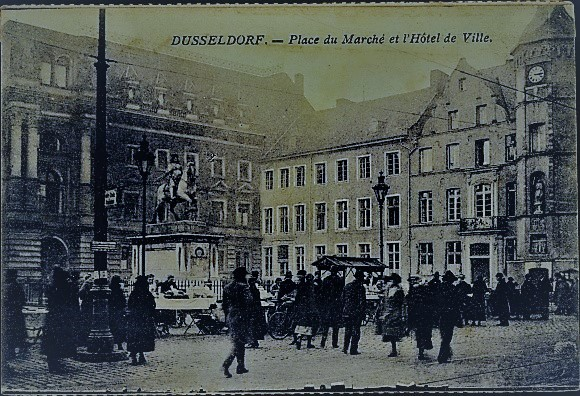
Rathaus ohne Turmhelm und Ziergiebel über den vier Säulen (vor 1914)

### Wandgemälde
Im großen Sitzungssaal des Neuen Rathauses hingen drei großformatige Gemälde: „Besitzergreifung Düsseldorfs durch die Brandenburger 1609“ von Albert Baur, „Jan Wellem besichtigt die Pläne zum Schloßbau in der Neustadt“ Friedrich Klein-Chevalier und „Festspiel vor Kaiser Wilhelm I. im Malkasten am 6. September 1877“ von Fritz Neuhaus.

Wandgemälde im Großen Sitzungssaal des Neuen Rathauses (Totalverlust)
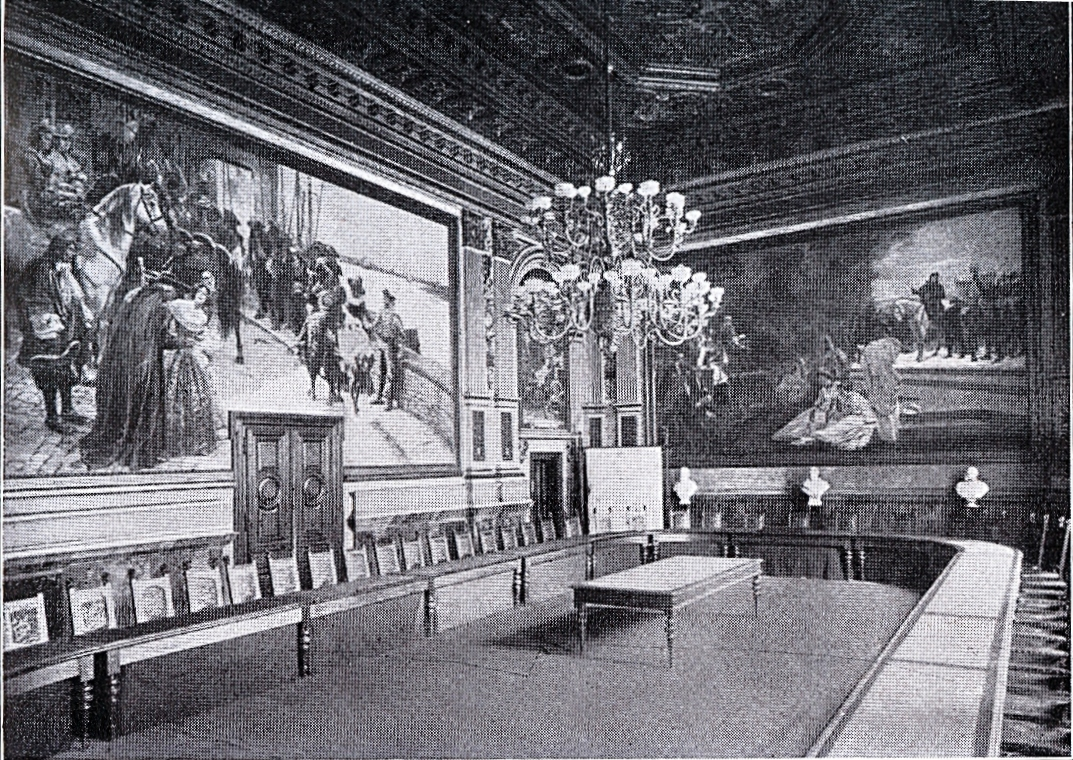
Großer Sitzungssaal, Wandgemälde von Baur, Klein-Chevalier und Neuhaus
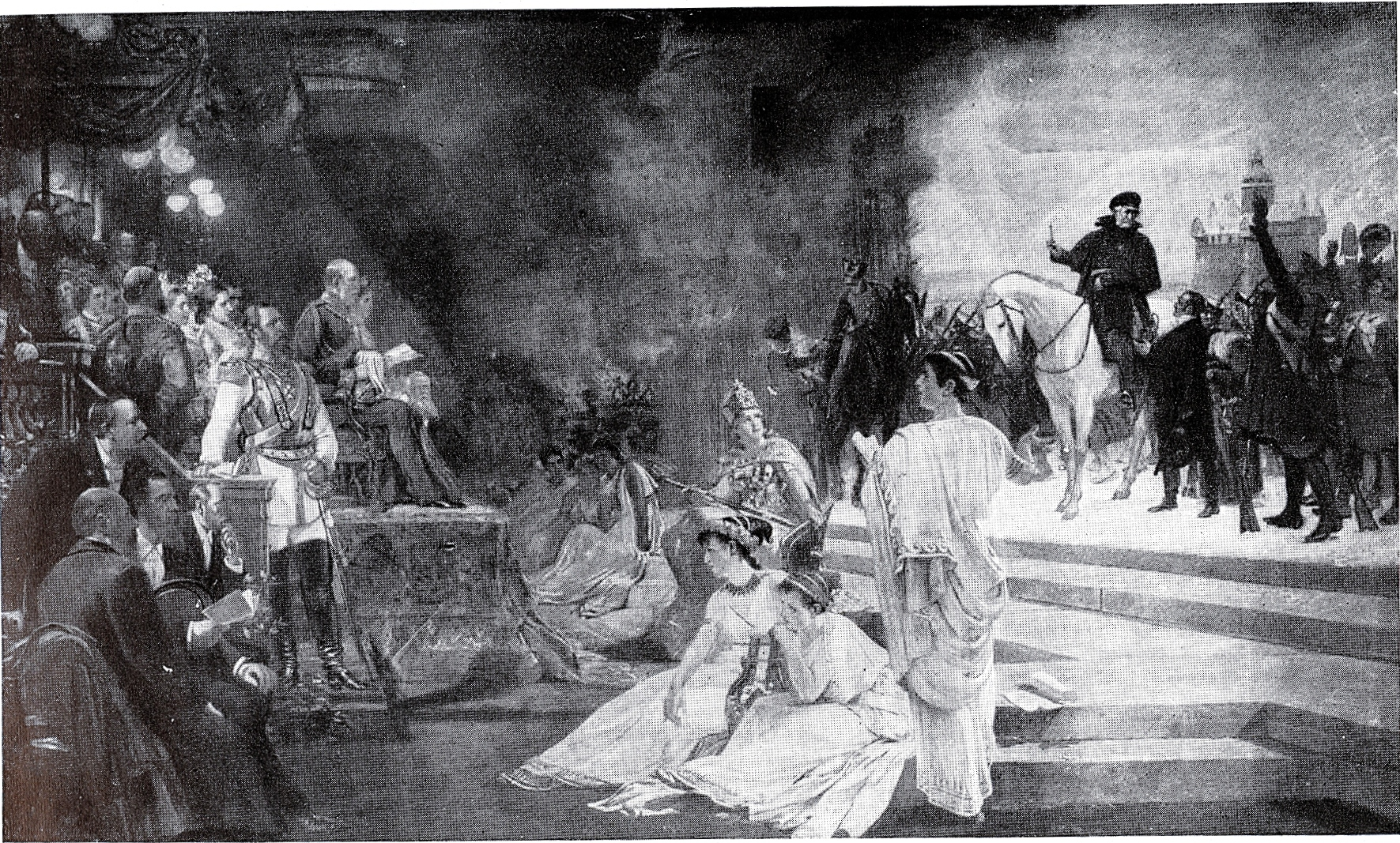
Wandgemälde „Festspiel vor Kaiser Wilhelm I. im Malkasten am 6. Sept. 1877“ von Fritz Neuhaus
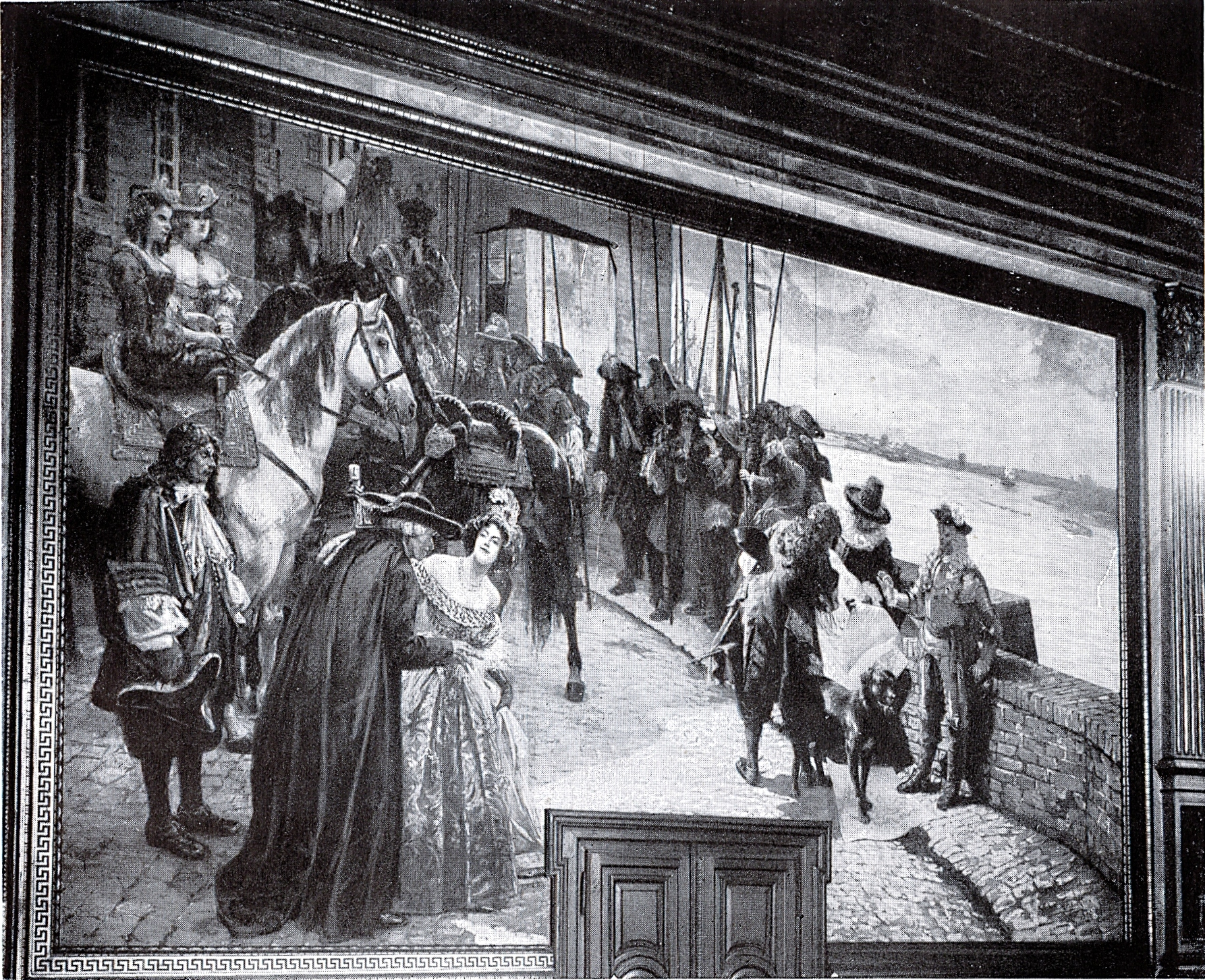
Wandgemälde „Jan Wellem besichtigt die Pläne zum Schloßbau in der Neustadt“ von Friedrich Klein-Chevalier
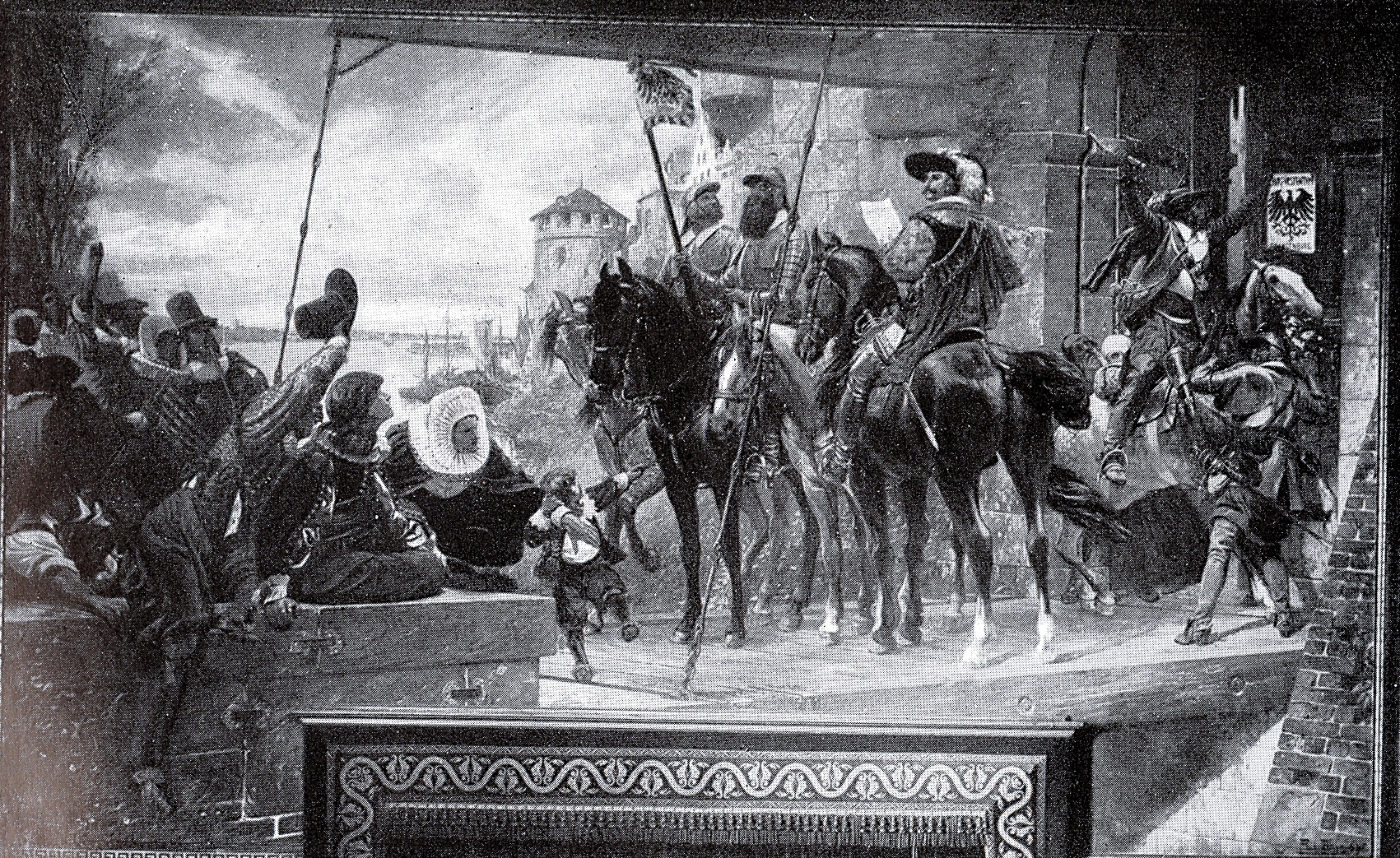
Wandgemälde „Besitzergreifung Düsseldorfs durch die Brandenburger 1609“ von Albert Baur

### Verbleib der Gebäudeteile

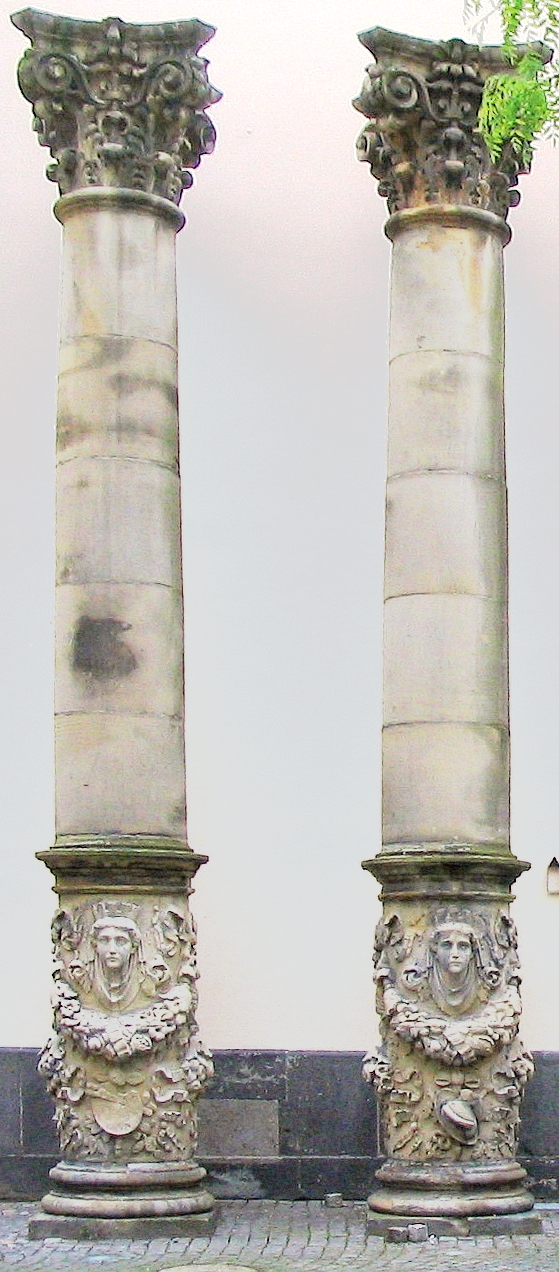
Zwei erhaltene Säulen vom Rathausturm (Rathausinnenhof)

Ab den 1960er Jahren erfolgte bis 1969 eine Entkernung und Umgestaltung des Baus von Westhofen, wobei zahlreiche Spolien des Ursprungsbaus auf dem städtischen Bauhof eingelagert wurden. Markantes Erkennungszeichen dieser Umgestaltung ist ein neues Rathausportal nach Entwürfen von Zoltan Székessy. 

Im Rathausinnenhof (Zugang Marktplatz 3) hat sich verschiedener Bauschmuck des Altbaus erhalten. Dort befindet sich eine Gedenktafel mit folgendem Text: 

„Architekturteile der […] wilhelminischen Fassade des Rathauses am Marktplatz (erbaut 1884/85 von Architekt E. Westhofen)“

 Die dort befindlichen Säulen vom Rathausturm mit korinthischen Kapitellen bestehen aus Obernkirchener Sandstein. An der Kopfwand des Innenhofs finden sich Köpfe, die ursprünglich die jeweils fünf Fenster des ersten und zweiten Obergeschosses der Schaufassade schmückten, sowie zwei Säulen mit Büsten. Des Weiteren ist an dieser Wand eine Arbeit von Leo Müsch befestigt, die vom Portal der Alten Kunsthalle stammt.
Aufgrund des Beschlusses des Kulturausschusses aus dem Jahr 1984 wurde eine der Rathaussäulen auf der Liefergasse in der südlichen Altstadt aufgestellt, sie wird seit 2008 im Rahmen des städtischen Lichtmasterplans am Abend beleuchtet.
Ein Säulenfragment, genannt „Liesegangstein“, wurde im Jahr 1989 durch das städtische Hochbauamt an der Liesegangstraße aufgestellt. Es erinnert an den Landschaftsmaler Helmuth Liesegang (1858–1945; 1943 Träger des Cornelius-Preises).
Auf dem Platz im Innenbereich der kleinen Wohnsiedlung auf dem Jagenberg-Gelände wurde nach 1994 eine der vier Säulen des Neuen Rathauses zur „Kletterlandschaft“. Der Architekt Peter Müller hatte hier die zehn Meter hohe Säule in ihre Bestandteile zerlegt und so von der Basis mit dem Kopf der Germania (drei Teile), über die Säulentrommel (drei Teile), bis zum Kapitell, „einen Säulensturz inszeniert“.
Teile des Neuen Rathauses (so der Frauenkopf, die Marktsäule, das Kindertor, das Tor Kapeller Feld und der Grundstein) wurden im Zug der Wohnumfeldverbesserung Garath Süd-Ost an der Fritz-Erler-Straße aufgestellt.

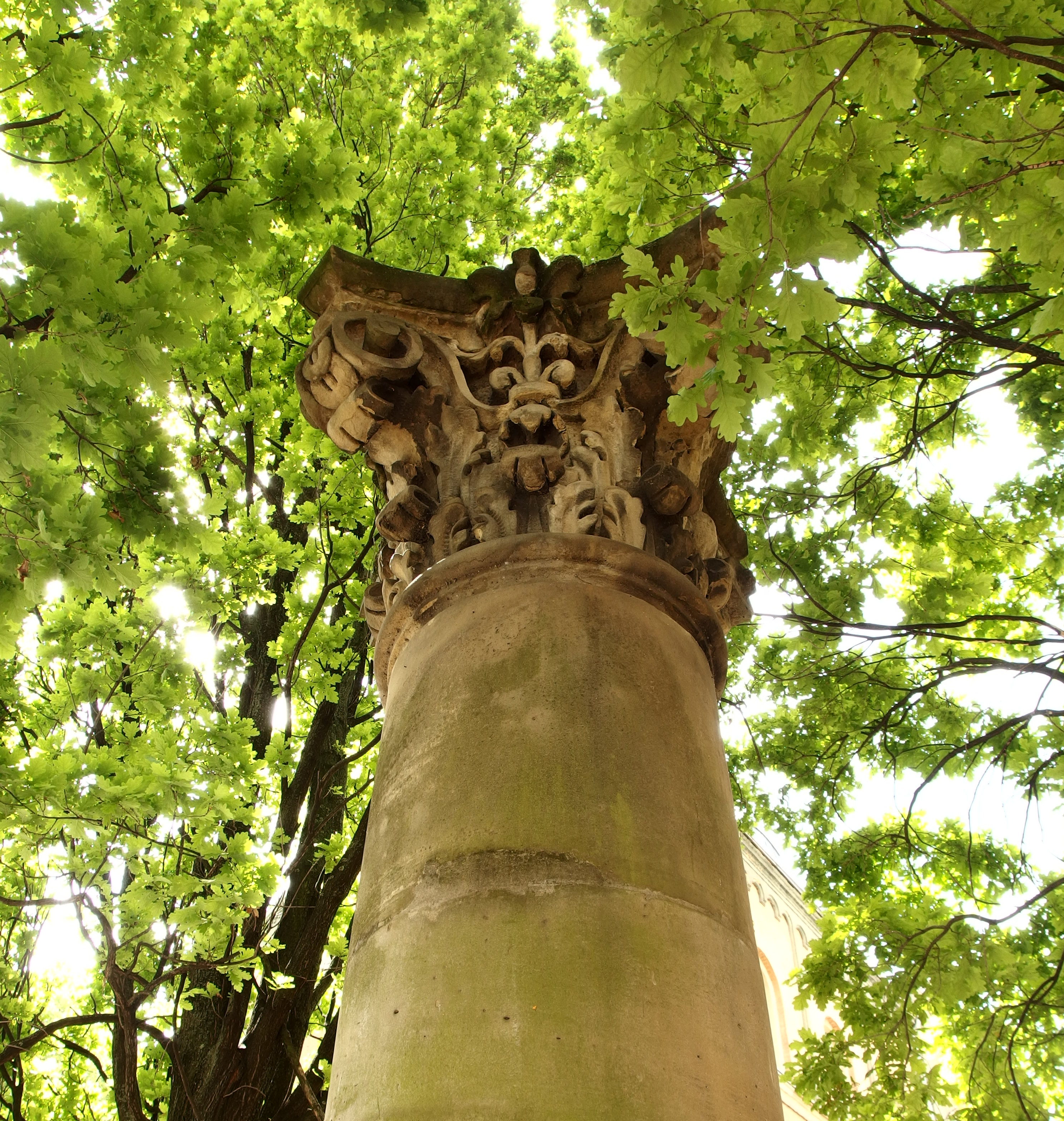
Säule mit Kapitell, auf der Liefergasse vor den Häusern Nr. 9 und 11
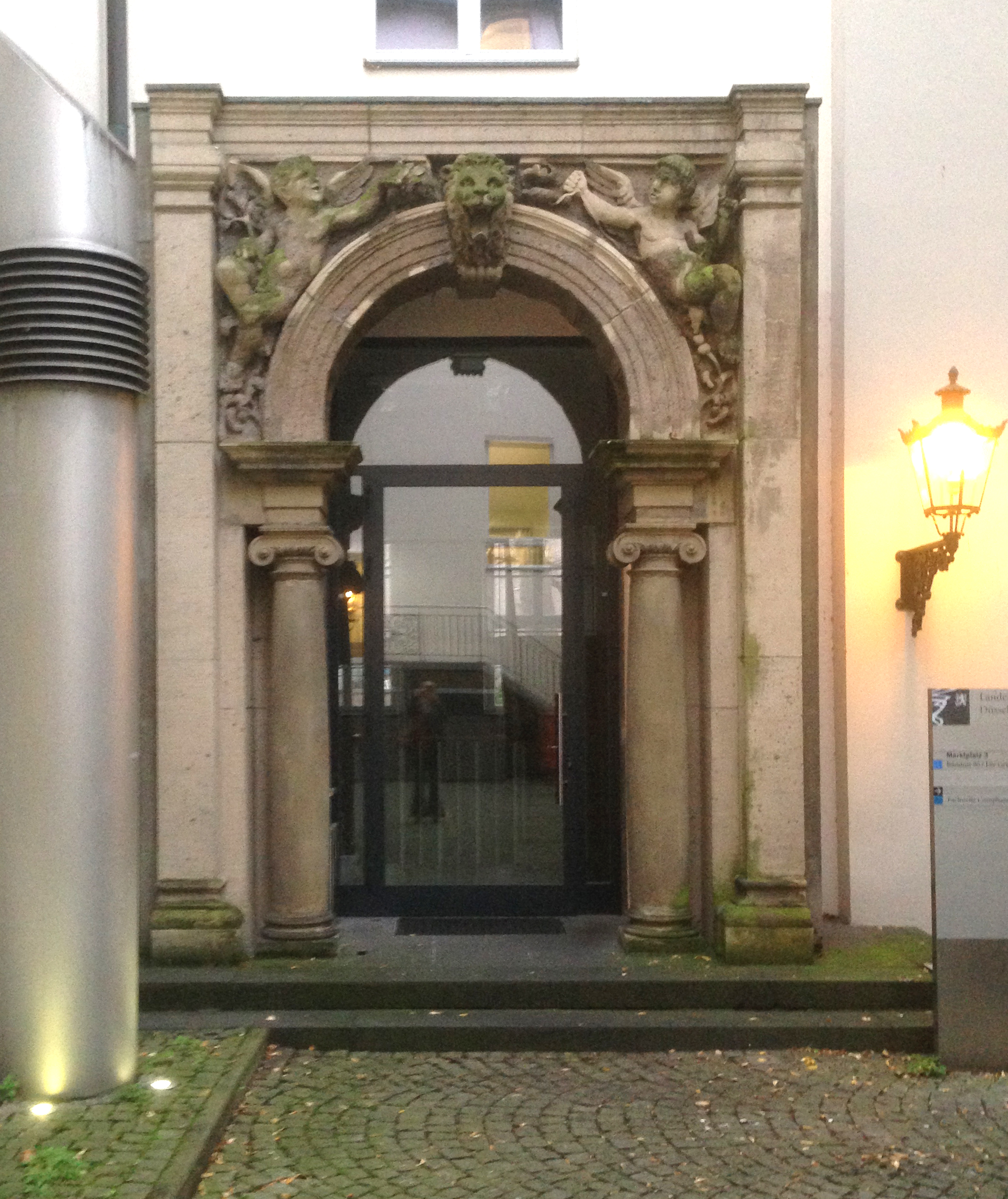
Ehemaliges Fenster über dem Eingangsportal (heute im Innenhof)
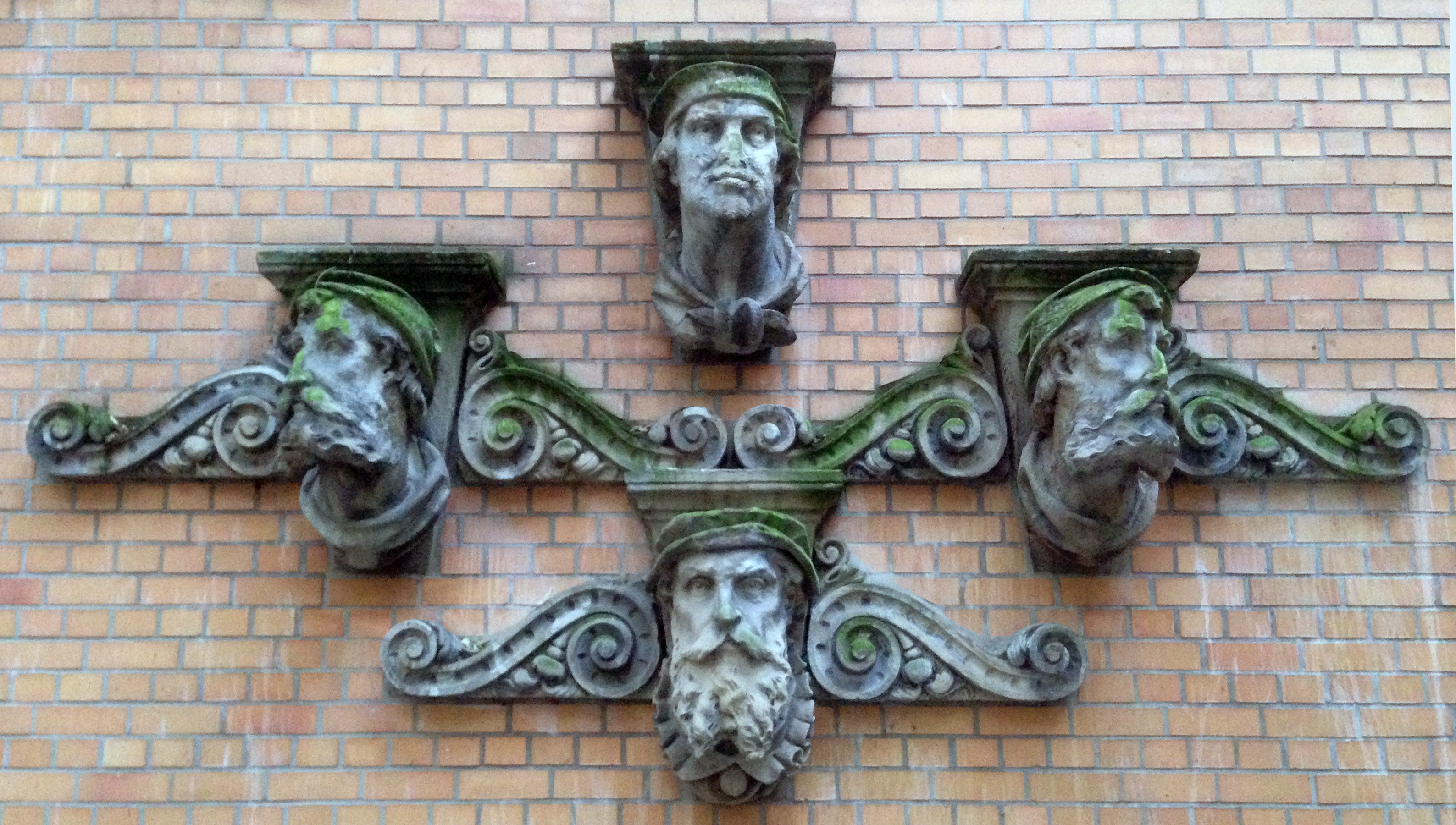
Bauschmuck des Neuen Rathauses im Innenhof
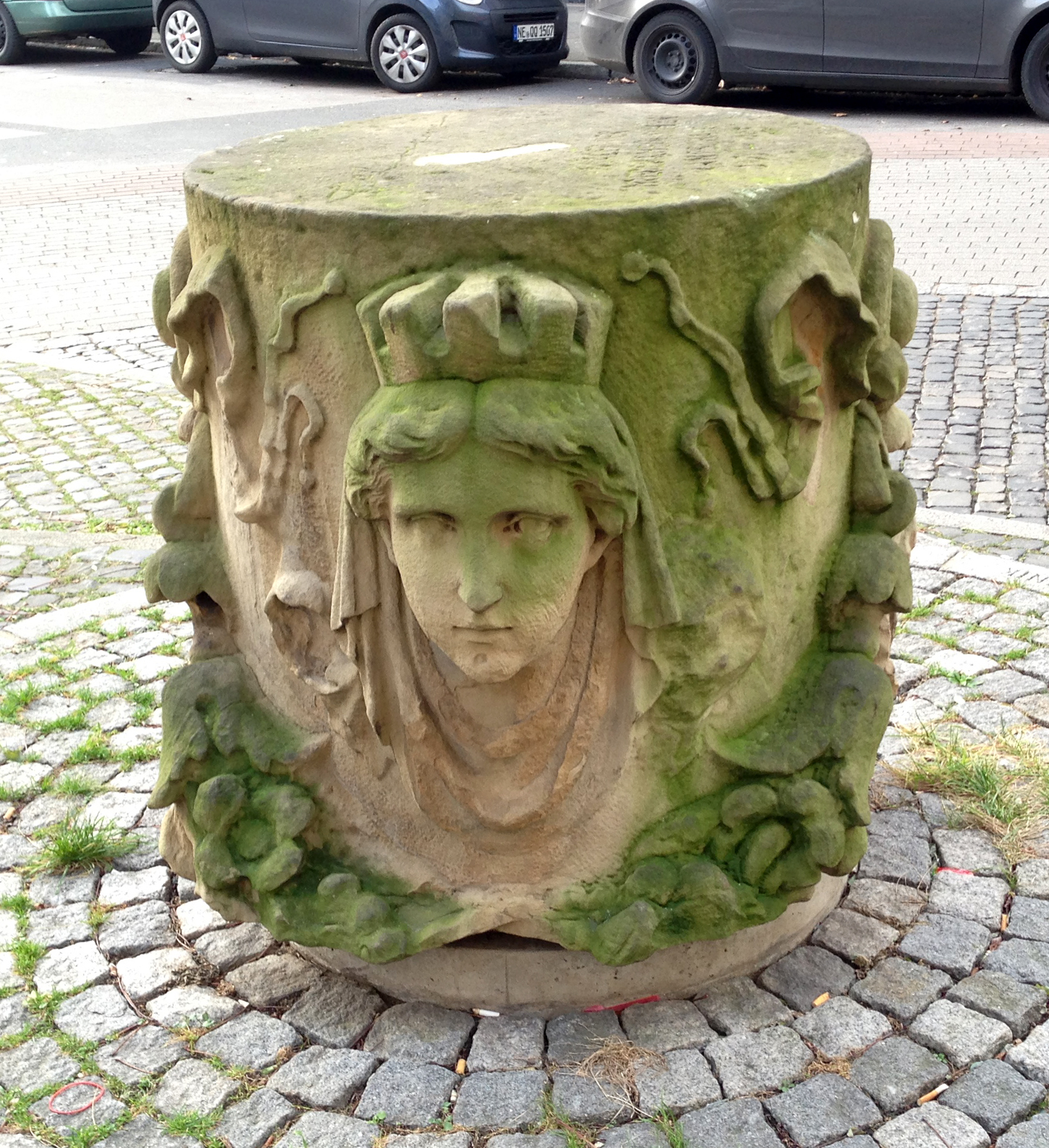
Liesegangstein
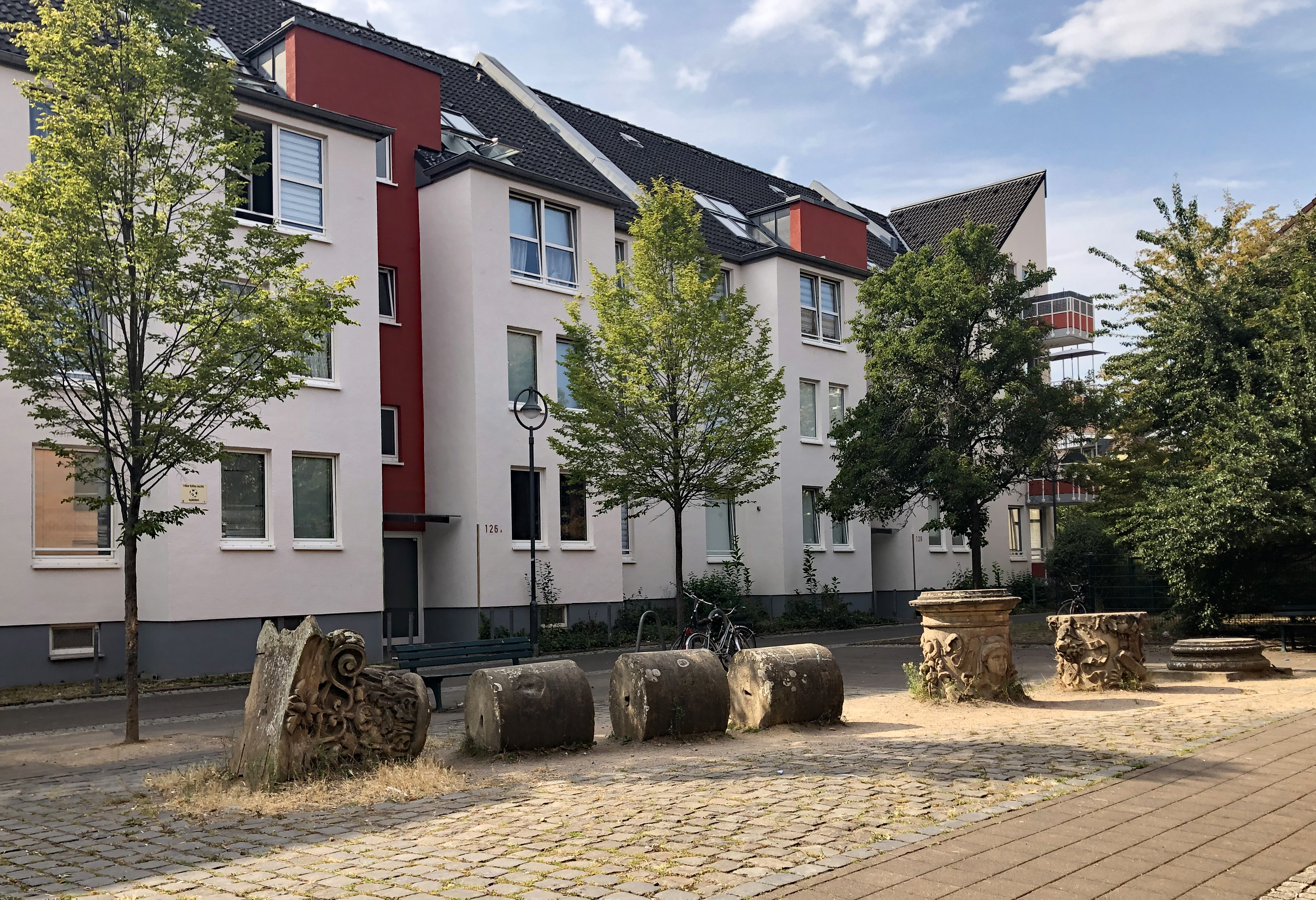
Säule auf dem Platz vor den Häusern Merowingerstraße 126 und 126a in Düsseldorf-Bilk (2020)